# Magnus Elmblad
Magnus Henrik Elmblad, född 12 september 1848 i Herrestad, Kärda socken i Jönköpings län, död 9 april 1888 i Stockholm, var en svensk redaktör, översättare och sångtextförfattare. Han var son till Per Magnus Elmblad.
Elmblad var under många år verksam som tidningsredaktör åren 1877–1884 för Svenska Amerikanaren i Chicago, USA. Han är främst känd för texten till visan Petter Jönssons resa till Amerika ("Och Petter Jönsson han såg i Fäderneslandet ..."). I mer modern tid har visan använts bland annat i filmerna Bock i örtagård (1958) och Emil och griseknoen (1973).